# Thiên Hậu Thánh mẫu
Thiên Hậu Thánh Mẫu (chữ Hán: 天后聖母) hay bà Thiên Hậu, còn gọi là Ma Tổ (媽祖), Mẫu Tổ (母祖), hay là Thiên Thượng Thánh Mẫu (天上聖母) hoặc Thiên Hậu Nguyên quân (天后元君); là một vị thần quan trọng trong tín ngưỡng của người Trung Hoa và người Việt gốc Hoa.
Bà được xem như vị thần bảo trợ của ngư phủ và người đi biển, được tôn kính đặc biệt cả trong Phật giáo và Đạo giáo ở các quốc gia Đông Á, và nhất là tại Đài Loan. Ngày tưởng niệm bà là ngày 23 tháng 3 âm lịch hằng năm.

## Sự tích
Theo học giả Vương Hồng Sển thì bà có tên là Lâm Mặc Nương, người gốc ở đảo Mi Châu, Bồ Dương, Phúc Kiến. Bà sinh ngày 23 tháng 3 năm Giáp Thân (1044), đời vua Tống Nhân Tông. Mẹ của bà phải mang thai 14 tháng mới hạ sinh. Sau đó, 8 tuổi bà biết đọc, 11 tuổi bà tu theo Phật giáo. 13 tuổi, bà thọ lãnh thiên thơ: thần Võ Y xuống cho một bộ "Nguyên vị bí quyết" và bà tìm được dưới giếng lạn một xấp cổ thư khác, rồi coi theo đó mà luyện tập đắc đạo, bà còn xem thiên văn trên biển cho ngư dân đảo Mi Châu.
Một lần, cha bà tên Lâm Nguyện ngồi thuyền cùng hai anh trai (anh của bà), chở muối đi bán tỉnh Giang Tây, giữa đường thuyền lâm bão lớn... Lúc đó bà đang ngồi dệt vải cạnh mẹ và trong lúc ngủ đã xuất thần để đi cứu cha và hai anh. Bà dùng răng cắn được chéo áo của cha, hai tay nắm hai anh, giữa lúc đó mẹ gọi bà thức giấc, bà vừa hở môi trả lời thì sóng cuốn cha đi mất dạng, chỉ cứu được hai anh. Từ đó, mỗi khi thuyền bè ngoài biển bị nạn người ta đều gọi vái đến bà. Năm Canh Dần (1110) nhà Tống sắc phong cho bà là "Thiên Hậu Thánh Mẫu".
Theo những tài liệu khác cho biết bà sinh năm 960 tại đảo Mi Châu, huyện Bồ Điền, phủ Hưng Hóa, tỉnh Phúc Kiến; là con thứ 7 của ngư phủ Lâm Nguyện , còn gọi là Lâm Thiện Nhân. Ông nội bà từng là Tổng đốc ở Phúc Kiến. Khi sinh ra bà không khóc không la, nên còn gọi là Mặc Nương ("Cô gái im lặng"). Nổi tiếng bơi giỏi từ năm 15 tuổi. Năm 16 tuổi, Lâm Mặc Nương lượm được 2 miếng "Đồng phù" (bùa vẽ trên miếng đồng) ở dưới giếng nước và tập luyện theo, nên trở thành có phép lạ và nổi danh từ đó qua những sự việc được cứu người vượt biển và thu phục và cảm hóa các vị ác thần (như 2 hung thần Thiên lý nhãn và Thuận phong nhĩ) được kể lại. Có 2 thuyết khác nhau về năm mất của bà, thuyết đầu cho rằng bà mất năm 987 khi 28 tuổi, lúc bà lên núi và bay về trời, thuyết khác cho biết bà mất năm 16 tuổi khi bơi ra biển để tìm cha 
Sau khi bà mất được dân làng nhớ ơn, suy tôn là "Thông hiền linh nữ" và lập đền thờ. Triều đình nhà Tống sắc phong cho bà là "Thần nữ", "Nam Hải thần nữ", đời Tống Cao Tông phong bà là "Sùng Linh Huệ Chiêu Ứng Phu nhân". Đời Nguyên Thế Tổ phong là "Hộ Quốc Linh Trước Thiên Phi" . Sau gia phong "Thiên Hậu" vào đời Khang Hy (nhà Thanh).

## Thờ phụng
Bắt đầu từ Phúc Kiến, sự linh ứng của bà Thiên Hậu được lan truyền sang khu vực duyên hải lân cận như Chiết Giang, Quảng Đông, Đài Loan và từ đó đến tất cả các khu vực ven biển của Trung Quốc đại lục. Với sự di cư của người Trung Quốc trong khoảng thời gian từ thế kỷ 17 đến thế kỷ 20, sự thờ phụng tiếp tục lan truyền sang Việt Nam, Nhật Bản và các nước Châu Á khác; bà Thiên Hậu được xem như hộ thần của các vùng biển, vì vậy là một trong những vị thần được thờ phượng rộng rãi nhất trong cộng đồng người Hoa hải ngoại, vốn ra đi bằng đường biển. Tổng cộng, có hơn 1.500 ngôi miếu Thiên Hậu ở 26 quốc gia trên thế giới.
Tại Việt Nam, miếu thờ bà xuất hiện tại những khu đô thị có sự xuất hiện của người Hoa di cư đến trong khoản thời gian từ lúc Nhà Minh sụp đổ cho đến trước 1975. Bà Thiên Hậu là một trong những vị thần được thờ cúng rộng rãi nhất, bên cạnh Quan Thánh, Bắc Đế hay Quan Âm. Ngoài tên gọi phổ biến nhất là Thiên Hậu Miếu, các cơ sở thờ tự Bà còn được gọi là Thiên Hậu Cung, Miễu A Má, Pò Miễu hay Chùa Bà. Dưới đây là danh sách một vài ngôi miếu mà Bà Thiên Hậu là vị thần được thờ phượng ở gian chính:

### Miền Bắc
- Đền Thiên Hậu Thánh Mẫu, Trà Cổ, Móng Cái, Quảng Ninh
- Phúc Triều Huệ Hội Quán (Đền Sìu Châu), 1 Hàng Sắt, Nam Định
- Đền Thiên Hậu, 56 Trưng Trắc, Hưng Yên
- Đông Đô Quảng Hội, đ. Phố Hiến, Hưng Yên
- Phúc Kiến Hội Quán, 40 Lãn Ông, Hoàn Kiếm, Hà Nội.

### Miền Trung
- Triều Châu Hội Quán, 319 Chi Lăng, Huế, Thừa Thiên - Huế
- Quỳnh Phủ Hội Quán, 307 Chi Lăng, Huế, Thừa Thiên - Huế
- Thiên Hậu Cung, làng Minh Hương, Hương Vinh, Hương Trà, Thừa Thiên - Huế
- Thiên Hậu Cung, 407 Phan Châu Trinh, Hải Châu, Đà Nẵng
- Dương Thương Ngũ Bang Hội Quán, 64 Trần Phú, Hội An, Quảng Nam
- Phước Kiến Hội Quán, 46 Trần Phú, Hội An, Quảng Nam
- Ngũ Bang Hội Quán, 283 Bạch Đằng, Quy Nhơn, Bình Định
- Thiên Hậu Cung, 152 Trần Hưng Đạo, Quy Nhơn, Bình Định
- Thiên Hậu Miếu (Chùa Bà Nước Mặn), Phước Quang, Tuy Phước, Bình Định
- Mân Việt Hội Quán, 19/4 Phan Đình Phùng, Tuy Hòa, Phú Yên
- Hải Nam Thiên Hậu Miếu, đ. 23 Tháng 10, Nha Trang, Khánh Hòa
- Phước Triều Hội Quán, đ. Lương Định Của, Nha Trang, Khánh Hòa
- Quỳnh Phủ Hội Quán (Chùa Tàu), đ. Hai Tháng Tư, Ninh Hòa, Khánh Hòa
- Tuệ Thành Hội Quán (Chùa Bà Quảng Đông), 338 Trần Quý Cáp, Ninh Hòa, Khánh Hòa
- Thiên Hậu Cung (Chùa Bà Diên Khánh), đ. Yên Ninh, Khánh Hải, Ninh Hải, Ninh Thuận
- Thiên Hậu Cung, đ. Phú Long, Phan Thiết, Bình Thuận
- Tứ Bang Hội Quán (Chùa Bà), 6 Nguyễn Minh Châu, Mũi Né, Phan Thiết, Bình Thuận
- Kim Sơn Thiên Hậu Cung (Chùa Bà Phan Rí), QL.1, Phan Rí Thành, Bắc Bình, Bình Thuận.

### Đông Nam Bộ

#### Thành phố Hồ Chí Minh
- Hội quán Tuệ Thành (Chùa Bà Quảng Đông), 710 Nguyễn Trãi, Q5
- Hà Chương Hội Quán (Chùa Bà Chương Châu), 802 Nguyễn Trãi, Q5
- Tam Sơn Hội Quán (Chùa Bà Phước Châu), 118 Triệu Quang Phục, Q5
- Quỳnh Phủ Hội Quán (Chùa Bà Hải Nam), 276 Trần Hưng Đạo, Q5
- An Hòa Miếu, 502/20 đ. Hưng Phú, phường 9, Q8
- Quảng Triệu Hội Quán (Chùa Bà Cầu Ông Lãnh), 122 Võ Văn Kiệt, Q1
- Thiên Hậu Thánh Miếu (Chùa Bà chợ Đũi), 284 NTMK, Q3
- Thiên Hậu Miếu (Chùa Bà Hòa Hưng), 348 CMT8, Q3
- Thiên Hậu Cung (Chùa Bà Xóm Chiếu), 4 Xóm Chiếu, Q4
- Hòa Hiệp Hội, 262/93 Đoàn Văn Bơ Q4
- Thiên Hậu Tự, 21 Lê Trực, Phường 7, Bình Thạnh
- Thiên Hậu Miếu, cầu Tân Thuận, Q7
- Thất Phủ Thiên Hậu Miếu (Chùa Bà chợ Gò Vấp), đ. Nguyễn Thái Sơn, Gò Vấp
- Quần Tân Hội Quán (Chùa Bà Sùng Chính), 2 Nguyễn Văn Nghi, Gò Vấp
- Chùa Bà Thiên Hậu, 260 Nguyễn Thị Định, Bình Trưng Tây, TP. Thủ Đức
- Thiên Hậu Miếu, 4/107 Đặng Thúc Vịnh, Thới Tam Thôn, Hóc Môn
- Thiên Hậu Miếu, đ. Võ Thị Sáu, Thới Tam Thôn, Hóc Môn
- Thương Long Hội Quán, 26/2 ấp 2, Đông Thạnh, Hóc Môn
- Thiên Hậu Miếu, đ. Lê Thương, Cần Thạnh, Cần Giờ.

#### Đồng Nai
- Thiên Hậu Miếu (Chùa Bà Bửu Long), đ. Huỳnh Văn Nghệ, Biên Hòa
- Sùng Chính Hội Quán, đ. Quang Trung, Biên Hòa.

#### Bình Dương
- Thiên Hậu Cung (Chùa Bà cũ), Chánh Nghĩa, Thủ Dầu Một
- Thiên Hậu Cung (Chùa Bà Phú Cường), 4 Nguyễn Du, Thủ Dầu Một
- Thiên Hậu Cung (Chùa Bà Bưng Cầu), đ. Bùi Ngọc Thu, Hiệp An, Thủ Dầu Một
- Thiên Hậu Cung (Chùa Bà Thành phố mới), đ. Lê Hoàn, Thủ Dầu Một
- Thiên Hậu Cung (Chùa Bà Lái Thiêu), đ. Châu Văn Tiếp, Thuận An
- Thiên Hậu Cung (Chùa Bà Chợ Búng), đ. CMT8, Thuận An
- Thất Phủ Thiên Hậu Miếu, đ. Trần Hưng Đạo, Dầu Tiếng.

#### Tây Ninh
- Thiên Hậu Miếu, 86 Trần Hưng Đạo, Tây Ninh
- Nhị Phủ Miếu, Trảng Bàng, Trảng Bàng
- Thanh Anh Cung (Chùa Bà Thiên Hậu), đ. Ngô Gia Tự, Gò Dầu

#### Bà Rịa - Vũng Tàu
- Ngũ Bang Thiên Hậu Cung, đ. Bình Dã, Vũng Tàu
- Thiên Hậu Cung (Chùa Bà Sùng Chính), đ. Vi Ba, Vũng Tàu
- Thiên Hậu Cung, 112 Lê Thành Duy, Bà Rịa.
- Thiên Hậu Miếu, đ. Trần Hưng Đạo, Phước Hải, Đất Đỏ

### Đồng bằng sông Cửu Long

#### Long An
- Thiên Hậu Tự, 34 Thủ Khoa Huân, Phường 1, Tân An
- Thiên Hậu Miếu, 25 Trương Công Định, TT. Thủ Thừa, Thủ Thừa
- Thiên Hậu Miếu, Vàm Nhật Tảo, Nhật Tân, Tân Trụ

#### Tiền Giang
- Thiên Hậu Miếu, 78 Đoàn Thị Nghiệp, Cai Lậy
- Thiên Hậu Miếu, đ. Trưng Nữ Vương, Cái Bè, Cái Bè
- Thiên Hậu Miếu, chợ An Hữu, Cái Bè.

#### Bến Tre
- Thất Phủ Thiên Hậu Cung (Chùa Bà Mỹ Lồng), Mỹ Thạnh, Giồng Trôm
- Thiên Hậu Miếu, đ. Trần Hưng Đạo, Ba Tri.

#### Đồng Tháp
- Thất Phủ Thiên Hậu Cung, đường Trần Hưng Đạo, Phường 1, thành phố Sa Đéc
- Chùa Bà Thiên Hậu Thánh Mẫu, Khóm Bình Thạnh 1, Thị trấn Lấp Vò, huyện Lấp Vò

#### Vĩnh Long
- Minh Hương Hội Quán, 132 Nguyễn Chí Thanh, phường 5, Vĩnh Long
- Quảng Triệu Hội Quán, 70 Ba Mươi Tháng Tư, phường 1, Vĩnh Long
- Thất Phủ Miếu, Cầu Ba Càng, Song Phú, Tam Bình
- Thất Phủ Miếu (Chùa Bà Cái Vồn), đ. Ngô Quyền, Bình Minh
- Thiên Hậu Miếu, DT904, Bình Ninh, Tam Bình.

#### Trà Vinh
- Thiên Hậu Cung, 145 Nguyễn Đáng, Trà Vinh
- Thiên Hậu Miếu, QL53, Phước Hảo, Châu Thành
- Thiên Hậu Miếu, 162/2 ấp Vĩnh Bảo, Hòa Thuận, Châu Thành
- Thiên Hậu Cung (Chùa Bà), HL6, Huyền Hội, Càng Long
- Lục Cung Thánh Miếu (Chùa Bà Mã Châu), 6 Nam Kỳ Khởi Nghĩa, Trà Cú
- Thiên Hậu Thánh Mẫu Miếu, Định An, Trà Cú
- Thiên Hậu Miếu (Chùa Bà Bình Tân), HL18, Hiệp Hòa, Cầu Ngang
- Thiên Hậu Cung, HL51, Phong Phú, Cầu Kè
- Thiên Hậu Cung, QL54, Tiểu Cần, Tiểu Cần
- Thiên Hậu Miếu, QL60, Cầu Quan, Tiểu Cần
- Chơn Minh, Miếu, QL53, ấp Cây Cồng, Đôn Xuân, Duyên Hải

#### An Giang
- Thiên Hậu Miếu, 232 Châu Long, Châu Đốc
- Thiên Hậu Miếu, Long Sơn, Tân Châu
- Thất Sơn Thiên Hậu Cung (Chùa Bà Nước Hẹ núi Cấm), Tân Lợi, Tịnh Biên
- Mã Châu Tự (Chùa Bà núi Nước), đ. Thủy Đài Sơn, Ba Chúc, Tri Tôn
- Côn Lôn Cổ Tự (Chùa Bà Nam Qui), Châu Lăng, Tri Tôn

#### Cần Thơ
- Thiên Hậu Miếu (Chùa Bà Ba Láng), đ. Võ Tánh, Cái Răng.

#### Sóc Trăng
- Thiên Hậu Thánh Mẫu Miếu (Chùa Bà chợ Bông Sen), đ. Điện Biên Phủ, Sóc Trăng
- Thất Phủ Thiên Hậu Miếu, đ. Nguyễn Thái Học, TT. Mỹ Xuyên, Mỹ Xuyên
- Hội Quán Triều Châu (Chùa Bà Quốc Quang) , đ. Lý Thường Kiệt, TT. Mỹ Xuyên, Mỹ Xuyên
- Quảng Châu Thiên Hậu Miếu, đ. Phan Đình Phùng, TT. Mỹ Xuyên, Mỹ Xuyên
- Thiên Hậu Miếu, đ. Phan Thanh Giản, TT. Mỹ Xuyên, Mỹ Xuyên
- Thiên Hậu Cung (Chùa Bà Dù Tho), HL12, Tham Đôn, Mỹ Xuyên
- Quảng Đông Thiên Hậu Miếu (Chùa Bà Cổ Cò), Ngọc Tố, Mỹ Xuyên
- Thiên Hậu Cổ Miếu,  HL12, ấp Hòa Muôn, Ngọc Tố, Mỹ Xuyên
- Thiên Hậu Thánh Mẫu Miếu (Chùa Bà Bưng Tonsa), Viên An, Trần Đề
- Thiên Hậu Cung (Chùa Bà Vàm Tấn), đ. 30 Tháng 4, Đại Ngãi, Long Phú
- Thiên Hậu Cung, Ấp Phố, Hậu Thạnh, Long Phú
- Thiên Hậu Miếu (Chùa Bà Mã Châu), Nhơn Mỹ, Kế Sách
- Thiên Hậu Cung (Chùa Bà Vũng Thơm), DT932, Phú Tân, Châu Thành
- Thiên Hậu Cung (Chùa Bà An Trạch), An Hiệp, Châu Thành
- Thiên Hậu Miếu (Chùa Bà Vĩnh Châu), đ. Trần Hưng Đạo, phường 1, Vĩnh Châu
- Thiên Hậu Miếu (Chùa Bà Hải Ngư) đ. Lê Lai, phường 1, Vĩnh Châu
- Thiên Hậu Miếu (Chùa Bà Cà Lăng), HL31, phường 2, Vĩnh Châu
- Thiên Hậu Miếu (Chùa Bà Lạc Hòa), HL29, Lạc Hòa, Vĩnh Châu
- Thiên Hậu Miếu (Chùa Bà Vĩnh Thạnh), HL29, Vĩnh Hải, Vĩnh Châu
- Thiên Hậu Miếu (Chùa Bà Vĩnh Hải), Nam Sông Hậu, Vĩnh Hải, Vĩnh Châu
- Thiên Hậu Miếu (Chùa Bà chợ Huỳnh Kỳ), Nam Sông Hậu, Vĩnh Hải, Vĩnh Châu.

#### Bạc Liêu
- Quảng Triệu Hội Quán Thiên Hậu Cung, 89 Hoàng Diệu, Bạc Liêu
- Thiên Hậu Thánh Mẫu Cung, 85 Hai Bà Trưng, Bạc Liêu
- Thiên Hậu Miếu (Chùa Bà Vĩnh An), Vĩnh Trạch, Bạc Liêu
- Thiên Hậu Cung, Hộ Phòng, Giá Rai
- Thiên Hậu Cung (Chùa Bà Ba Đình), Vĩnh Lộc A, Hồng Dân
- Thiên Hậu Miếu, Vĩnh Lộc A, Hồng Dân
- Thiên Hậu Miếu (Miếu Ông - Miếu Bà), Gành Hào, Đông Hải
- Thiên Hậu Miếu (Chùa Bà Cây Giang), Long Điền, Đông Hải.

#### Cà Mau
- Thiên Hậu Cung (Chùa Bà Mã Châu), 68 Lê Lợi, Cà Mau
- Thiên Hậu Miếu, 20 DT961, Thới Bình, Thới Bình
- Thiên Hậu Cung (Chùa Bà Cái Rắn), QL.1, Phú Hưng, Cái Nước
- Thiên Hậu Cung, Sông Đốc, Trần Văn Thời.

#### Kiên Giang
- Lôi Quỳnh Hội Quán (Chùa Bà Mã Châu), 23 Tô Châu, Hà Tiên
- Hải Nam Hội Quán, 31 Thành Thái, Rạch Giá
- Quảng Triệu Hội Quán, 37 Lê Lợi, Rạch Giá
- Thiên Hậu Cung (Chùa Bà Rạch Sỏi), đ. Trần Cao Vân, Rạch Giá
- Thiên Hậu Miếu (Chùa Bà Tắc Cậu), Bình An, Châu Thành
- Thiên Hậu Thánh Mẫu Miếu, ấp Tân Bình, Vĩnh Bình Bắc, Vĩnh Thuận
- Miếu Bà Mã Châu, đảo Hòn Sơn, Kiên Hải.

### Phế tích
- Quảng Đông Hội Quán, tọa lạc ở vị trí ngày nay là chợ Tam Bạc, phường Phan Bội Châu, quận Hồng Bàng, Hải Phòng.
- Quảng Đông Hội Quán, nay trưng dụng làm Trường mầm non Trần Phú ở 139 Bach Đằng, phường Lê Thanh Nghị, TP. Hải Dương, Hải Dương.
- Thiên Hậu Cung (Đền Nhà Bà), đường Nguyễn Công Trứ, phường Hồng Sơn, Vinh, Nghệ An. Miếu bị hư hại và bỏ hoang trong bối cảnh người Hoa rời Vinh di cư lên Hà Nội tránh chiến tranh vào thập niên 60 thế kỉ 20.
- Hải Bình Cung, đ. Hai Bà Trưng, Minh An, Hội An, Quảng Nam. Ngày nay, chỉ còn sót lại cổng miếu, nằm cạnh cổng Cẩm Hà Cung (thờ Bảo Sanh Đại Đế) và được người địa phương gọi chung là Cổng chùa bà Mụ.
- Thất Phủ Thiên Hậu Cung Chợ Lớn, hiện hoang phế, nằm bên trong Trung tâm Thể dục thể thao Quận 5, 756 Nguyễn Trãi, Quận 5, TP.HCM.
- Phú Tân Hội, nằm trong khuôn viên Cà Phê Thùy Linh, 126 Ngô Quyền, Lái Thiêu, Thuận An, Bình Dương.
- Minh Hương Hội Quán Cần Thơ, nằm ở ngã ba đường Quang Trung và Nguyễn Thị Minh Khai, quận Ninh Kiều, Cần Thơ; bị dỡ bỏ vào năm 1997 để xây cầu Quang Trung.
- Tuệ Thành Công Sở Ba Xuyên, nay ở vị trí 95 Hai Bà Trưng, phường 1, TP. Sóc Trăng, Sóc Trăng.

## Tên thông dụng
- Ma Tổ (chữ Hán: 媽祖, Mazu) có nghĩa là "mẹ, tổ tiên"), hay là Ma Tổ Bà (chữ Hán: 媽祖婆, Mazu-po), phiên âm như Matsu trong Wade-Giles
- Thiên Hậu (chữ Hán: 天后)
- Thiên Phi (chữ Hán: 天妃, bính âm: Tian Fei, Romanji: Tenpi)
- A Ma hay A Bà (chữ Hán: 阿媽, 阿婆)
- Thiên Thượng Thánh Mẫu hay Thiên Hậu Thánh Mẫu (chữ Hán: 天上 聖母, 天后 聖母)

## Hình ảnh

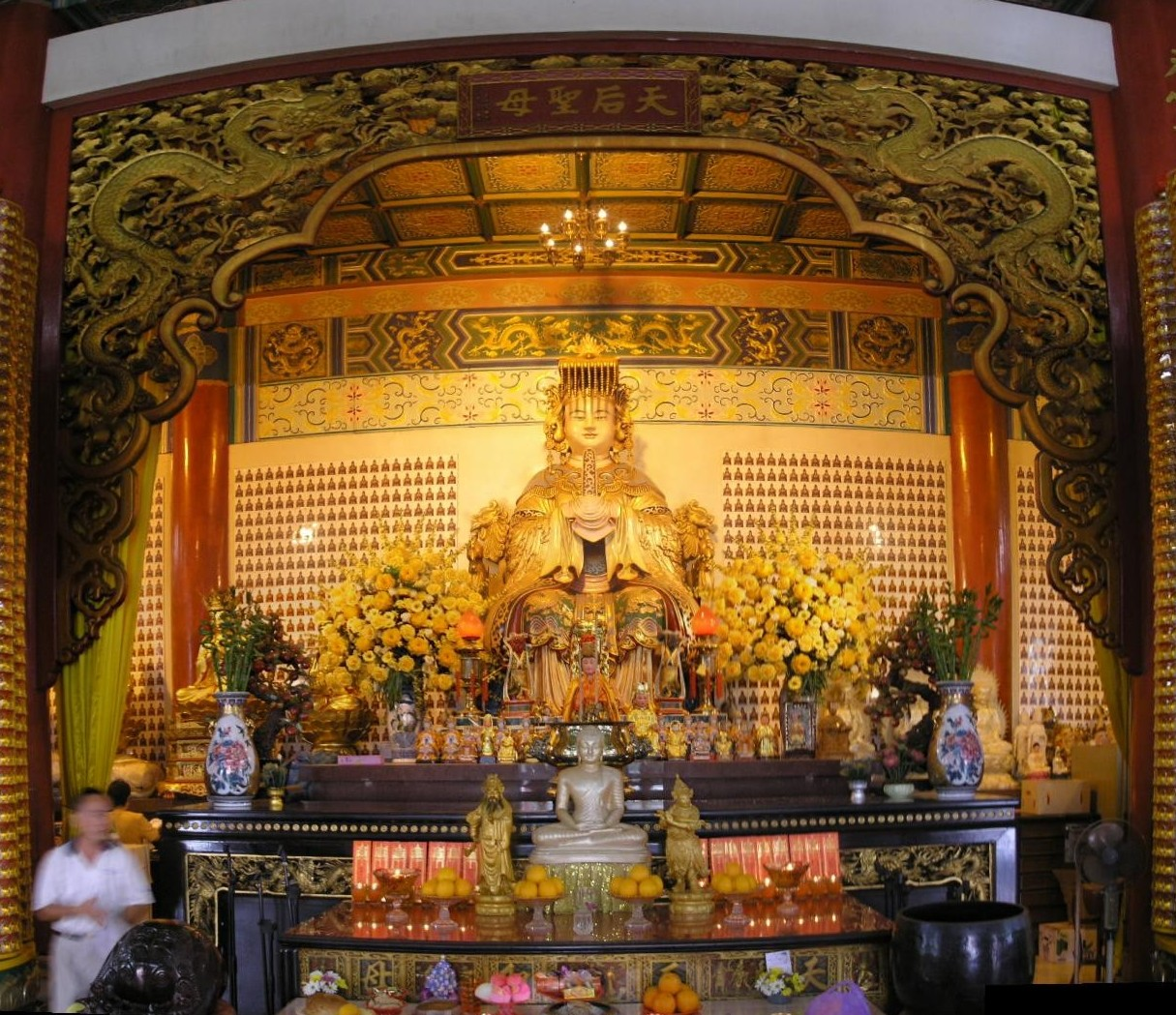
Tượng thờ bà Thiên Hậu tại Chùa Bà Kuala Lumpur
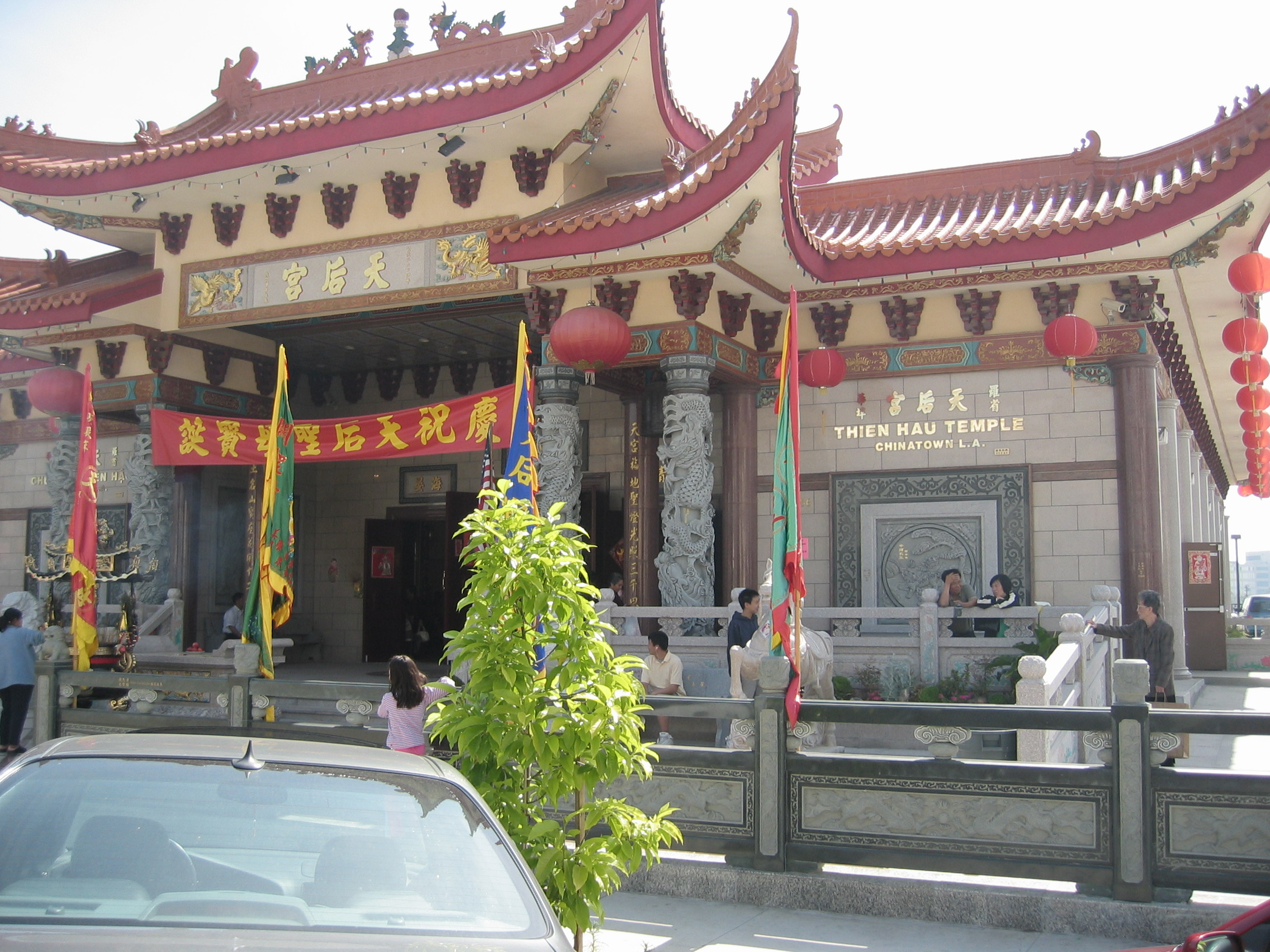
Chùa Bà Thiên Hậu tại Phố Tàu, Los Angeles
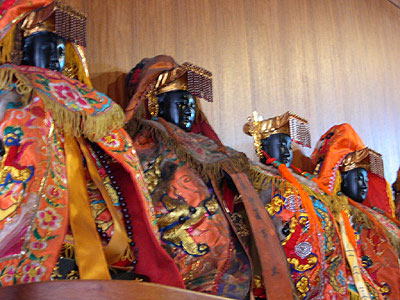
Tượng thờ Thánh Mẫu
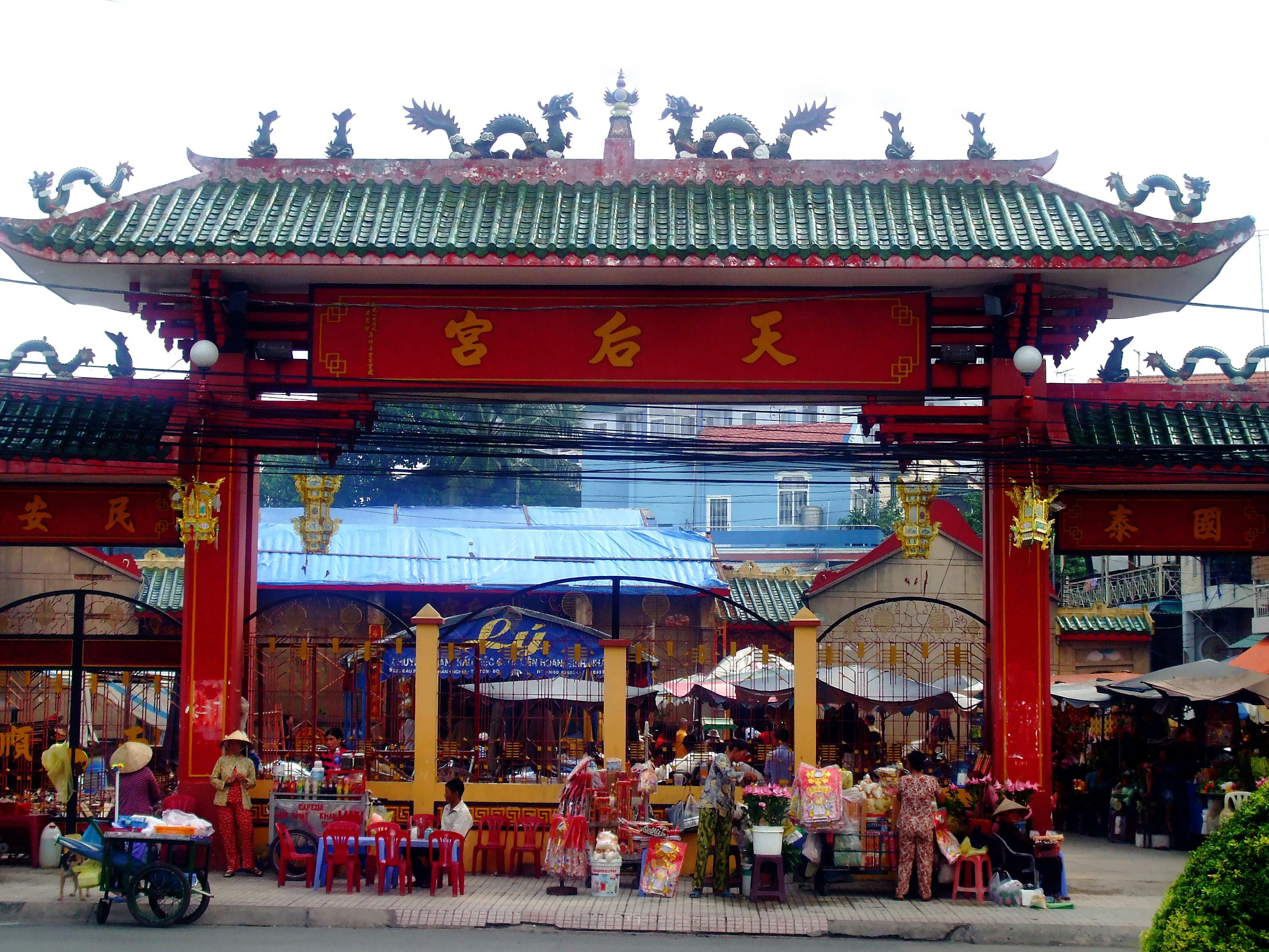
Chùa Bà Thiên Hậu tại phường Phú Cường, thành phố Thủ Dầu Một, tỉnh Bình Dương, Việt Nam
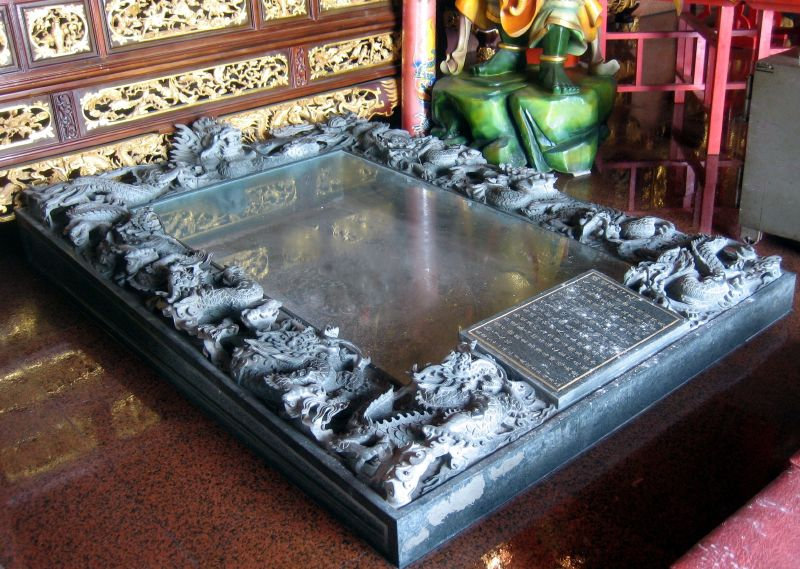
Mộ phần bà Thiên Hậu tại đảo Mi Châu, Phúc Kiến